# Pugõstu
Pugõstu – wieś w Estonii, w prowincji Võru, w gminie Rõuge.